# Una aventura llamada Menudo
Una aventura llamada Menudo é o álbum com a trilha sonora do filme de mesmo nome da boy band porto-riquenha Menudo, lançado em 1982, pela gravadora Padosa. A formação do grupo nesse período incluía os membros: Ricky Meléndez, Johnny Lozada, Charlie Massó, Xavier Serbiá e Miguel Cancel.
O álbum foi promovido através de comerciais, em revistas. Em 1984, concorreu ao Grammy Award para Melhor Álbum Pop Latino, perdendo para o álbum Me enamoré, de José Feliciano.

## O filme
No filme os integrantes do grupo decidem pegar um balão de ar quente para um show, mas acabam caindo em uma floresta. Nesse contexto, os garotos vivem suas próprias aventuras enquanto a gravadora tenta trazê-los de volta para que possam se apresentar no show. Em relação à recepção crítica especializada, o jornal La Nación afirmou que a fotografia era aceitável, mas as interpretações eram ruins. O mesmo jornal informou, semanas depois, que o filme estava sendo exibido em Nova Iorque com bastante sucesso por 13 semanas desde o seu lançamento. Nos cinemas latinos da Times Square o filme ficou 26 semanas em cartaz.

## Desempenho comercial
Comercialmente, o álbum tornou-se um sucesso, atingindo as primeiras posições das paradas musicais de seu país natal e da Colômbia. Nos Estados Unidos apareceu nas tabelas da revista Billboard, dedicadas à música latina. O single de "A volar" ganhou um disco de ouro nos Estados Unidos por suas altas vendas no país.
Em 1998, o álbum foi lançado, junto com outros três álbuns do Menudo (Por amor, Quiero ser e Fuego), em compact disc (CD). Segundo a revista Billboard, na primeira semana de vendas, os quatro álbuns juntos superaram 10 mil unidades comercializadas nos Estados Unidos.

## Lista de faixas
- Créditos adaptados do LP Una aventura llamada Menudo, de 1982.[16][nota 1]

| N.º | Título                           | Compositor(es)                               | Cantor(es)     | Duração |  |
| 1.  | "A volar"                        | Alejandro Monroy, Carlos Villa, Edgardo Díaz | Miguel Cancel  | 3:38    |  |
| 2.  | "Señora mia"                     | Monroy Villa Díaz                            | Johnny Lozada  | 3:50    |  |
| 3.  | "Lluvia"                         | Monroy Villa Díaz                            | Grupo          | 3:10    |  |
| 4.  | "Clara"                          | Monroy Villa                                 | Johnny Lozada  | 3:34    |  |
| 5.  | "Tu te imaginas"                 | Monroy Villa Díaz                            | Miguel Cancel  | 3:18    |  |
| 6.  | "Dame un beso"                   | Monroy Villa                                 | Johnny Lozada  | 3:53    |  |
| 7.  | "Coquí"                          | Monroy Villa Díaz                            | Charlie Massó  | 2:57    |  |
| 8.  | "Cámbiale las pilas"             | Monroy Villa                                 | Ricky Meléndez | 3:34    |  |
| 9.  | "Estrella polar"                 | Monroy Villa                                 | Grupo          | 4:56    |  |
| 10. | "A volar (Instrumental Version)" | Monroy Villa Díaz                            |                | 4:13    |  |

## Tabelas

### Tabelas semanais
| Tabela musical (1983)                                     | Melhor posição |
| --------------------------------------------------------- | -------------- |
| Colômbia (Triunfadores/Ventas)                            | 1              |
| Estados Unidos (Billboard Top Latin Albums - Califórnia)  | 1              |
| Estados Unidos (Billboard Top Latin Albums - Florida)     | 13             |
| Estados Unidos (Billboard Top Latin Albums - Nova Iorque) | 1              |
| Estados Unidos (Billboard Top Latin Albums - Texas)       | 3              |
| Porto Rico (Billboard Top LPs)                            | 1              |